# یوسوکه یوشیزاکی
یوسوکه یوشیزاکی (انگلیسی: Yusuke Yoshizaki؛ زادهٔ ۱۲ ژوئن ۱۹۸۱) بازیکن فوتبال اهل ژاپن است.
از باشگاه‌هایی که در آن بازی کرده‌است می‌توان به باشگاه فوتبال شیمیزو اس-پالس اشاره کرد.